# فرمان خرابه‌ای
فرمان خرابه‌ای (به کردی: فه رمان خه رابه یی، Ferman xerabeyî؛ Farman Kharabayi؛ زادهٔ ٢٤ آوریل ۱۹٧۹، کرکوک) عالم اسلامی، نویسنده و متفکر کرد، فقیه، محقق، مترجم، مربی انسان و خودسازی، وی در همه زمینه ها کتاب های چاپی زیادی دارد.

## زندگی‌نامه
وی در ٢٤ آوریل ۱۹٧۹ در شهر کرکوک متولد شد، وقتی جوان بود به همراه خانواده به شهر اربیل، پایتخت اقلیم کردستان عراق نقل مکان کرد و تحصیلات دانشگاهی و شریعتی خود را در اربیل آغاز کرد، وی تحصیلات خود را در مدارس (حوجره) اربیل ادامه داد تا اینکه موفق به اخذ مدرک علمی شد، وی بنیانگذار بنیاد مهر برای توسعه علوم انسانی و ارزش های انسانی و همچنین بنیانگذار مرکز قلا (به کردی: قهڵا) برای آموزش و به یاد آوردن قرآن است. وی در حال حاضر واعظ مسجد سعید النوری در اربیل است.

## شغل و فعالیت
- واعظ مسجد سعید نوری در اربیل.
- بنیانگذار و رئیس بنیاد مهر برای توسعه علم و ارزش های انسانی.[یادداشت ۲]
- بنیانگذار و مدیر مرکز قلا برای آموزش و ایجاد انگیزه از قرآن کریم.[یادداشت ۳]
- مربی توسعه انسانی و خودسازی.
- فعال در زمینه سازمان های جامعه مدنی.
- فعال در زمینه خیرین.[۶][۷]

## زندگی علمی

### تحصیلات دانشگاهی
- دیپلم عالی در سخنرانی عمومی و شریعت.
- لیسانس در شریعت و اصول اسلامی.

### وی مدرک علمی گرفت
وی علوم شریعت را به دست تعدادی از شیوخ تحصیل کرد و سرانجام در علوم دینی و ذهنی شرعی مجوز دریافت کرد این مجوز برای مجوزهای علمی نزد علمای کرد محبوب است و این یک پشتیبانی مستمر بالا مربوط به پیامبر اسلام است.

### مجوز در کتابها
وی مجوزهای مختلفی را با پشتیبانی مداوم از بسیاری از کتب علوم ، شریعت و حدیث کسب کرد.

## برنامه های تلویزیونی
1. نسیم زندگی - 1-2
2. خانواده و زندگی
3. شریعت اسلامی
4. زندگی برای همه است
5. حقوق و وظایف
6. و برنامه های دیگر

## تالیفات
وی محصولات فکری زیادی از جمله کتاب ، بروشور و مقاله دارد که بیشتر آنها به زبان کردی است.
1. زیباترین نامهای الله... در راهنمای قرآن و سنت.[۸]
2. وسیله ای مفید برای زندگی شاد.[۹]
3. خوشبختی.[۱۰]
4. آیا وقت بازگشت ما نیست، جوانان ملت؟![۱۱]
5. تراشه های قلب.[۱۲]
6. عشق: خواندن شریعت و مدرنیته.[۱۳]
7. چه کسی را برای شریک زندگی خود انتخاب می کنید؟![۱۴]
8. فهرست نمازگزاران.[۱۵]
9. سن گرانبها.[۱۶]
10. حقیقت گمشده.[۱۷]
11. برای فرزند خود چه می کنید؟![۱۸]
12. راهنمای خانواده مسلمان.[۱۹]
13. فرهنگ لغت اسامی کودکان.[۲۰]
14. بهترین زن از نظر پیامبر.[۲۱]
15. نسیم زندگی.[۲۲]
16. دایره زندگی.[۲۳]
17. راهنمای آسان برای آموزش عربی.[۲۴]
18. قلعه خانوادگی.[۲۵]
19. دروازه های قلب.
20. ویدئویی که زندگی من را خراب کرده است، (داستان).[۲۶]
21. مرد جوانی که یک نمایش را نجات داد ، (داستان).
22. نامه به پسرم ، (داستان).
23. سارا 22 سال در گناه ، (داستان).
24. زندگی خانواده اش را ویران کرد ، (داستان).
25. او همچنین محکومین را محکوم می کند (داستان).[۲۷]
26. سه داستان کوتاه (داستان).
27. موبایل زندگی من را خراب کرد (داستان).
28. خواهرم ، چرا مرا شرم کردی؟ (داستان).
29. عادات بد من را از بین برد (داستان).[۲۸][۲۹]

## یادداشت
1. ↑  (حوجره) جایی است که استاد به دانش آموزان خود اختصاص داده است تا در آنجا تدریس کنند و در اتاق کتابهای خاصی به عنوان روشی برای تدریس وجود دارد و روش تدریس مانند روش های قدیمی بود که دانش آموز باید آنچه را که به عنوان وظیفه در نظر گرفته بود به خاطر بسپارد.
2. ↑  بنیاد مهر برای توسعه علم و ارزش های انسانی یک مؤسسه آموزشی و علمی مستقل است که در زمینه توسعه علم و احیای ارزش های والا در جامعه فعالیت می کند ، که در سال ٢٠١٦در اربیل کردستان عراق تأسیس شده است.
3. ↑  این مکتب شریعتی برای تدریس و حفظ قرآن کریم است که توسط وزارت امور توسط وزارت اوقاف و امور مذهبی در دولت اقلیم کردستان به تصویب رسید. آنها هزاران دانش آموز دختر و پسر دارند که به کتاب خدا می آموزند نسلی را که اخلاق و علوم قرآن را درک کرده و پرورش دهند ، پرورش دهند.
4. ↑  یکی از آداب و رسوم مکاتب دینی در کردستان این است که اگر دانش آموز (حوجره)  را آنگونه که او خوانده می شود وارد کند، او از قرآن کریم و سپس کتاب های بدوی شروع می کند ، اما انتقال از (حوجره) به (حوجره) نفر دیگر آزاد است و در این دوره کتاب هایی را که در دستور زبان ، مبادله ، بلاغت ، نقطه شروع ، اصول مقدمات ، فقه و تفسیر قرار دارد ، می خواند تا اینکه به پایان برسد و پس از اتمام آن ، به وی مجوز علمی سریال طلایی اعطا می شود ، که معمولاً توسط شیوخ به وی تعلق می گیرد تا پس از اتمام تحصیلات ، یک سلف را برای دانش آموزان خود جانشین کنند ، که روشی است که از دوران باستان برای علماء آشنا است ، و از یک محقق به محقق زنجیر می شود تا زمانی که حمایت وی به پیامبر اسلام محمد برسد.